# Desigualdade de Pedoe
Em Geometria, a desigualdade de Pedoe, assim chamada após Daniel Pedoe, afirma que se a, b, e c são as medidas dos lados de um triângulo de área ƒ, e A, B, e C são as medidas dos lados de um triângulo de área F, então
{\displaystyle A^{2}(b^{2}+c^{2}-a^{2})+B^{2}(a^{2}+c^{2}-b^{2})+C^{2}(a^{2}+b^{2}-c^{2})\geq 16Ff,\,}
com a igualdade se e somente se os dois triângulos são semelhantes.
A expressão à esquerda não é apenas simétrica em qualquer uma das seis permutações sobre o conjunto de pares { (A, a), (B, b), (C, c) }, mas também — talvez não tão obviamente — permanece o mesmo se a é trocado (permutado) com A, b com B, c com  C.  Em outras palavras, é uma função simétrica do par de triângulos.
A desigualdade de Pedoe é uma generalização da desigualdade de Weitzenböck e da desigualdade de Hadwiger–Finsler.